# 宋今日
宋今日（朝鲜语：／；1994年5月10日—），朝鮮足球運動員，曾入選朝鮮國家足球隊。

## 簡歷
宋今日在2016年首次入選朝鮮國家足球隊，在對伊拉克國家足球隊中首次後備上陣，其比賽最後以1比1打和。之後，更參與了2017年東亞足球錦標賽外圍賽第二圈，協助朝鮮奪得第二圈資格賽冠軍並取得決賽席位。
另外，宋今日曾代表所屬球會鯉明水體育團參與2014年亞足聯主席盃，但沒有上陣。

## 榮譽

### 國家隊
朝鮮
- 東亞足球錦標賽外圍賽第二圈冠軍：2016年；

## 連接
- 宋今日在 National-Football-Teams.com 上的出场纪录
- Kum-Il Song - Soccerway（页面存档备份，存于） （英文）